# Boronella pancheri
Boronella pancheri är en vinruteväxtart som beskrevs av Henri Ernest Baillon. Boronella pancheri ingår i släktet Boronella och familjen vinruteväxter. Inga underarter finns listade i Catalogue of Life.